# Медуха (напій)

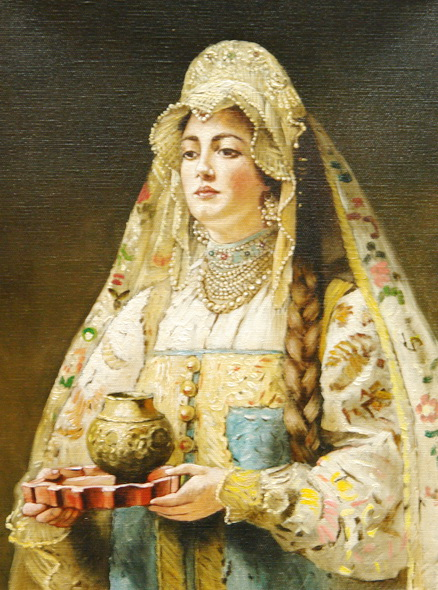
Чарка медухи

Медовуха, медуха — алкогольний напій, широко вживаний ще з часів Київської Русі.
Спершу виготовляли медову ситу, заправляли її запареними шишками хмелю та залишали в теплі на кілька днів, а то й тижнів. Готовий мед переціджували і вживали охолодженим. Залежно від терміну витримки меду напій був слабшим або міцнішим.
У середньовіччі жодна учта, жодне свято не обходилося без меду. Тільки в піст Церква обмежувала споживання цього смачного напою. З плином років занепад бджільництва в Україні поступово спричинив зменшення виробництва меду. Вже на початку XX ст. він став великою рідкістю на святковому столі селянина.
У 2000-х роках значно поширилася також медовуха з додаванням етилового спирту.